# Isola San Félix
L'isola di San Félix (Isla San Félix) è una piccola isola appartenente al territorio del Cile.

## Geografia
Fa parte assieme all'isola Sant'Ambrogio (Isla San Ambrosio) dalla quale dista 19 km, delle Isole Desventuradas (Isole sventurate).
L'isola si trova nell'Oceano Pacifico a 892 km dalla costa cilena proprio di fronte al porto di Chañaral ed ha una superficie di 1,4 km²; amministrativamente appartiene al comune di Valparaíso.
La sua lunghezza massima è di 2.500 metri e la zona centrale dell'isola, la più stretta viene sommersa dall'alta marea.
Adiacente alla costa sud-orientale dell'isola si trova l'isolotto Gonzàlez, mentre a nord-ovest si trova "el islote catedral"(l'isolotto Cattedrale) che altro non è che uno scoglio che arriva all'altezza di ben 53 metri.
L'isola ha una topografia relativamente bassa e piatta raggiungendo l'altezza massima di 183 metri sul Cerro Amarillo a nord-est:
Nell'isola c'è una pista di atterraggio militare che l'attraversa da parte a parte e qualche altro edificio.